# Josef Köllen
Josef Köllen (* 20. Dezember 1903 in Frechen; † 21. September 1965) war ein deutscher Politiker (CDU). Er war von 1954 bis 1965 Mitglied des Landtags von Nordrhein-Westfalen. 

## Leben
Nachdem er Volksschule und höhere Schule absolviert hatte, machte Josef Köllen zunächst eine Lehre als Zimmermann. Nach einem Praktikum im Braunkohle- und Eisenerzabbau besuchte er die Staatliche Bergbauschule Siegen und arbeitete danach als Hauer im Steinkohleabbau. Er bildete sich in Arbeits-, Sozial- und Rechtskursen fort und war später auch als Ökonom und Sozialversicherungsangestellter tätig. Am 5. September 1940 beantragte er die Aufnahme in die NSDAP und wurde zum 1. Oktober desselben Jahres aufgenommen (Mitgliedsnummer 8.789.999).
Köllen war bereits seit 1924 Gewerkschaftsmitglied, nach dem Zweiten Weltkrieg engagierte er sich im DGB und war von 1949 bis 1955 zweiter Vorsitzender des DGB Frechen und Mitglied des DGB Ortsausschusses Köln-Land. Köllen wurde 1952 Stadtverordneter und CDU-Fraktionsvorsitzender in Frechen und war von 1952 bis 1956 Mitglied des Kreistags Köln-Land.
Köllen wurde in der 3., 4. und 5. Landtagswahlperiode im Wahlkreis 11 (Köln-Land-Nord) in den nordrhein-westfälischen Landtag gewählt, er war also Mitglied des Landtags vom 13. Juli 1954 bis zu seinem Tod am 21. September 1965. Köllen war seit dem 21. Oktober 1958 stellvertretender Vorsitzender und nach dem 6. November 1959 Vorsitzender des Sozialausschusses des Landtags.